# Andy Bown
Andy Bown (właśc. Andrew Steven Bown, ur. 27 marca 1946 w Londynie) – angielski muzyk, wyspecjalizowany w grze na keyboardzie i gitarze basowej. Obecnie jest członkiem zespołu Status Quo, gdzie oprócz wymienionych instrumentów gra na harmonijce.

## Kariera
Pierwszym zespołem Bowna był The Herd (założony w 1965), a po jego rozpadzie spędził dwa lata z grupą Judas Jump. Następnie grał na gitarze w zespole Petera Framptona (którego znał z The Herd), po czym trafił do Status Quo – najpierw jako muzyk sesyjny (od roku 1973), biorąc udział w nagrywaniu albumu Hello!, a potem jako pełnoprawny członek zespołu (od 1976).
W latach 1980–1981 Bown grał na gitarze basowej podczas trasy koncertowej Pink Floyd, wziął też udział w nagrywaniu albumu The Final Cut i solowego albumu Rogera Watersa, The Pros and Cons of Hitch Hiking.
Andy Bown jest współautorem wielu utworów Status Quo, w tym przebojów „Whatever You Want” i „Burning Bridges”.

## Sprzęt muzyczny
Podczas koncertów Bown używa pianina Roland RD-100, organów Hammonda C3 i syntezatora Roland D-70, podłączonych do Roland U-220, modułu Vintage Keys i Akai Sampler. Do organów Hammonda podłącza głośnik Leslie. Gitary używane przez Bowna to Fender Telecaster, Gibson Les Paul, semiakustyczna Washburn i akustyczna Takamine.